# Shama new
Shama new är ett distrikt i Ghana.   Det ligger i regionen Västra regionen, i den södra delen av landet, 170 km väster om huvudstaden Accra.